# Бонконтр
Бонконтр (фр. Bonnencontre) насеље је и општина у источном делу централне Француске у региону Бургоња, у департману Златна обала која припада префектури Бон.
По подацима из 2011. године у општини је живело 432 становника, а густина насељености је износила 39,89 становника/km². Општина се простире на површини од 10,83 km². Налази се на средњој надморској висини од 190 метара (максималној 226 m, а минималној 177 m).

## Демографија
| 1962. | 1968. | 1975. | 1982. | 1990. | 1999. | 2011. |
| ----- | ----- | ----- | ----- | ----- | ----- | ----- |
| 182   | 209   | 202   | 242   | 276   | 343   | 432   |

График промене броја становника у току последњих година